# Penny Smith
Penny Smith (Geelong, 21 de abril de 1995) es una deportista australiana que compite en tiro, en la modalidad de tiro al plato.
Participó en dos Juegos Olímpicos de Verano, obteniendo una medalla de bronce en París 2024, en la prueba de foso, y el quinto lugar en Tokio 2020, en la misma prueba.
Ganó dos medallas en el Campeonato Mundial de Tiro, en los años 2017 y 2019, ambas en la prueba de foso mixto.

## Palmarés internacional
| Juegos Olímpicos   | Juegos Olímpicos | Juegos Olímpicos  | Juegos Olímpicos |
| Año                | Lugar            | Medalla           | Prueba           |
| ------------------ | ---------------- | ----------------- | ---------------- |
| 2024               | París (Francia)  | Medalla de bronce | Foso             |
| Campeonato Mundial |                  |                   |                  |
| Año                | Lugar            | Medalla           | Prueba           |
| 2017               | Moscú (Rusia)    | Medalla de oro    | Foso mixto       |
| 2019               | Lonato (Italia)  | Medalla de bronce | Foso mixto       |